# Bergsviken
Bergsviken is een plaats (tätort) binnen de Zweedse gemeente Piteå. Het is gelegen op de zuidoever van de Bergsviksundet, een voormalige zeestraat. Bergsviken ligt daarbij schuin tegenover de stad Piteå. Vanuit Bergsviken steekt de Europese weg 4 de uitloper van de Pite älv over. Bergsviken betekent baai bij berg, in dit geval de Ursberget, een heuvel van circa 65 meter hoogte.

## Verkeer en vervoer
Bij de plaats lopen de E4 en Länsväg 373.
Bestuurscentrum: Piteå
Tätort: Bergsviken · Blåsmark · Böle · Hemmingsmark · Hortlax · Jävre · Lillpite · Norrfjärden · Roknäs · Rosvik · Sikfors · Sjulsmark · Svensbyn. 
Småort: Arnemark · Bertnäs · Bertnäs · Edet  · Grundvik · Holmträsk · Koler · Kopparnäs · Långträsk · Maran en Skatan · Näsudden en Berget · Nybyn · Ön · Pålberget · Pite havsbad · Storsund · Svedjan en Träsket · Liden · (Yttrefjärd östra strandbad)
Overig: Borgfors · Flötuträsk · Granträskmark · Gråträsk · Högsböle · Högsböleskiftet · (Infjärden) · Jävrebodarna · Klubbfors · Kvarnbäcken · Långnäs · Munksund · Pitsund · Sjulnäs